# شیک جانسون
شیک جانسون (انگلیسی: Chic Johnson؛ ‏ ۱۵ آوریل ۱۸۹۱ – ۲۸ فوریهٔ ۱۹۶۲) هنرمند وودویل و کمدین اهل ایالات متحده آمریکا بود.
از فیلم‌هایی که وی در آن نقش داشته‌است، می‌توان به در گرداگرد شهر و استادهای آمریکایی اشاره کرد.